# Kevin Conway
Kevin Conway (New York, 26 maggio 1942 – New York, 5 febbraio 2020) è stato un attore e regista statunitense.

## Biografia
Nato a New York, era figlio di Helen e John Conway, meccanico.
Studiò arte drammatica presso l'HB Studio in Greenwich Village e recitazione al Dramatic Workshop al Carnagie Hall.
Esordì nel 1972 sul film Mattatoio 5 di George Roy Hill tratto dal romanzo di Kurt Vonnegut. Interpretò il ruolo di Kahless nell'episodio "Il Ritorno di Kahless", 23° della VI stagione di Star Trek: The Next Generation.
Conway recitò anche a Broadway dove vinse il Drama Desk Award per la sua performance e dove apparve in The Elephant Man, Indians, Moonchildren e Of mice and men (nella parte di George Milton affiancato da James Earl Jones). Il suo secondo Drama desk fu per la regia del film Mecca.

Nel 1990 egli diresse The Sun and the Moon e nel 2000 Thirteen Days. Apparve in 3 episodi della serie The Good Wife.
Fu sposato dal 1966 con l'attrice Mila Burnette.
Il 5 febbraio 2020 è deceduto a causa di un attacco di cuore.

## Filmografia

### Cinema
- Mattatoio 5 (Slaughterhouse-Five), regia di George Roy Hill (1972)
- Se non faccio quello non mi diverto (Portnoy's Complaint), regia di Ernest Lehman (1972)
- La violenza è il mio forte! (Shamus), regia di Buzz Kulik (1973)
- F.I.S.T., regia di Norman Jewison (1978)
- Taverna Paradiso (Paradise Alley), regia di Sylvester Stallone (1978)
- Il tunnel dell'orrore (The Funhouse), regia di Tobe Hooper (1981)
- Flashpoint, regia di William Tannen (1984)
- L'allegra fattoria (Funny Farm), regia di George Roy Hill (1988)
- Homeboy, regia di Michael Seresin (1988)
- La giustizia di un uomo (One Good Cop), regia di Heywood Gould (1991)
- Rosa Scompiglio e i suoi amanti (Rambling Rose), regia di Martha Coolidge (1991)
- Gli occhi del delitto (Jennifer 8), regia di Bruce Robinson (1992)
- Gettysburg, regia di Ronald F. Maxwell (1993)
- Pronti a morire (The Quick and the Dead), regia di Sam Raimi (1995)
- Il tagliaerbe 2 - The Cyberspace (Lawnmower Man 2: Beyond Cyberspace), regia di Farhad Mann (1996)
- Riccardo III - Un uomo, un re (Looking for Richard), regia di Al Pacino (1996)
- Codice Mercury (Mercury Rising), regia di Harold Becker (1998)
- Thirteen Days, regia di Roger Donaldson (2000)
- Black Knight, regia di Gil Junger (2001)
- Gods and Generals, regia di Ronald F. Maxwell (2003)
- Mystic River, regia di Clint Eastwood (2003)
- Imbattibile (Invincible), regia di Ericson Core (2006)
- Is That a Gun in Your Pocket?, regia di Matt Cooper (2016)

### Televisione
- Una vita da vivere (One Life to Live) – serial TV (1968)
- The Doctors – serie TV, 1 puntata (1970)
- A World Apart – serie TV, 2 episodi (1971)
- Great Performances – serie TV, episodio 1x10 (1971)
- Visions – serie TV, episodio 1x12 (1977)
- Hockey violento (The Deadliest Season) – film TV (1977)
- The Scarlett Letter – miniserie TV (1979)
- The Elephant Man – film TV (1982)
- The Firm – serie TV, episodio 1x01 (1983)
- Miami Vice – serie TV, episodio 3x04 (1986)
- Un giustiziere a New York (The Equalizer) – serie TV, episodio 4x06 (1988)
- L'ispettore Tibbs (In the Heat of the Night) – serie TV, episodio 2x12 (1989)
- L'allegra banda di Nick (The Beachcombers) – serie TV, 2 episodi (1989-1990)
- Un medico tra gli orsi (Northern Exposure) – serie TV, episodio 4x13 (1993)
- Star Trek: The Next Generation – serie TV, episodio 6x23 (1993)
- Cobra Investigazioni (Cobra) – serie TV, episodio 1x18 (1994)
- Streets of Laredo – miniserie TV, 3 episodi (1995)
- Homicide (Homicide: Life on the Street) – serie TV, episodio 4x07 (1995)
- Oltre i limiti (The Outer Limits) – serie TV, 145 episodi (1995-2002) - voce
- Law & Order - I due volti della giustizia (Law & Order) – serie TV, episodio 7x05 (1996)
- JAG - Avvocati in divisa (JAG) – serie TV, episodi 3x05-4x05 (1997-1998)
- Oz – serie TV, 6 episodi (1999-2003)
- Dark Angel – serie TV, episodio 2x01 (2001)
- Brotherhood - Legami di sangue (Brotherhood) – serie TV, episodio 1x10 (2006)
- The Black Donnellys – serie TV, 10 episodi (2007)
- Life on Mars – serie TV, episodio 1x09 (2009)
- Law & Order: Criminal Intent – serie TV, episodi 4x17-9x03 (2005-2010)
- The Good Wife – serie TV, episodi 1x09-1x19-2x19 (2009-2011)
- Person of Interest – serie TV, episodio 2x04 (2012)
- Benvenuti al Wayne (Welcome to the Wayne) – serie TV, episodio 1x20 (2018) - voce
- Unmasked – serie TV, 3 episodi (2018) - voce

## Doppiatori italiani
Nelle versioni in italiano delle opere in cui ha recitato, Kevin Conway è stato doppiato da:
- Rodolfo Bianchi in Riccardo III - Un uomo, un re, The Good Wife, Person of Interest
- Luciano De Ambrosis in Pronti a morire, Black Knight
- Bruno Alessandro in F.I.S.T., The Black Donnellys
- Sergio Graziani in Star Trek: The Next Generation
- Aldo Massasso in La rabbia degli angeli
- Sergio Fiorentini in Taverna Paradiso
- Paolo Ferrari ne Il tunnel dell'orrore
- Rodolfo Traversa in Gli occhi del delitto
- Paolo Buglioni in Law & Order - I due volti della giustizia
- Teo Bellia in Homeboy
- Angelo Nicotra ne Il tagliaerbe 2 - The Cyberspace
- Franco Zucca in La giustizia di un uomo
- Antonio Paiola in Gettysburg
- Eugenio Marinelli in Imbattibile
- Stefano Mondini in Oz
- Gerolamo Alchieri in Life on Mars
- Michele Kalamera in Codice Mercury
- Franco Vaccaro in Law & Order: Criminal Intent (ep. 9x03)
- Claudio Fattoretto in L'allegra fattoria
- Mario Zucca in Brotherhood - Legami di sangue (ridoppiaggio)

Da doppiatore è stato sostituito da:
- Gianfranco Gamba in Oltre i limiti (st. 1)
- Vittorio Di Prima in Oltre i limiti (st. 2-4)
- Giorgio Lopez in Oltre i limiti (st. 5-7)